# 国家机械设备成套总局
1979年3月，第一机械工业部设备成套总局整建制划出，改称国家机械设备成套总局，为国务院直属机构，由国家基本建设委员会代管，杨一木任局长。1982年5月，国家机械设备成套总局并入新设立的机械工业部。